# Maison du Rey
La maison du Rey se situe sur la commune de Capbreton, dans le département français des Landes. Elle est inscrite aux monuments historiques par arrêté du 22 mai 1978.

## Présentation
La maison du Rey est bâtie au XVe siècle, au cours duquel le port maritime de Capbreton est encore actif. Elle témoigne de la prospérité économique de cette époque, et doit sa notoriété à Henri de Navarre, le futur roi Henri IV, qui y séjourna en 1583, en tant qu'invité du jurat Ponteils.

## Galerie

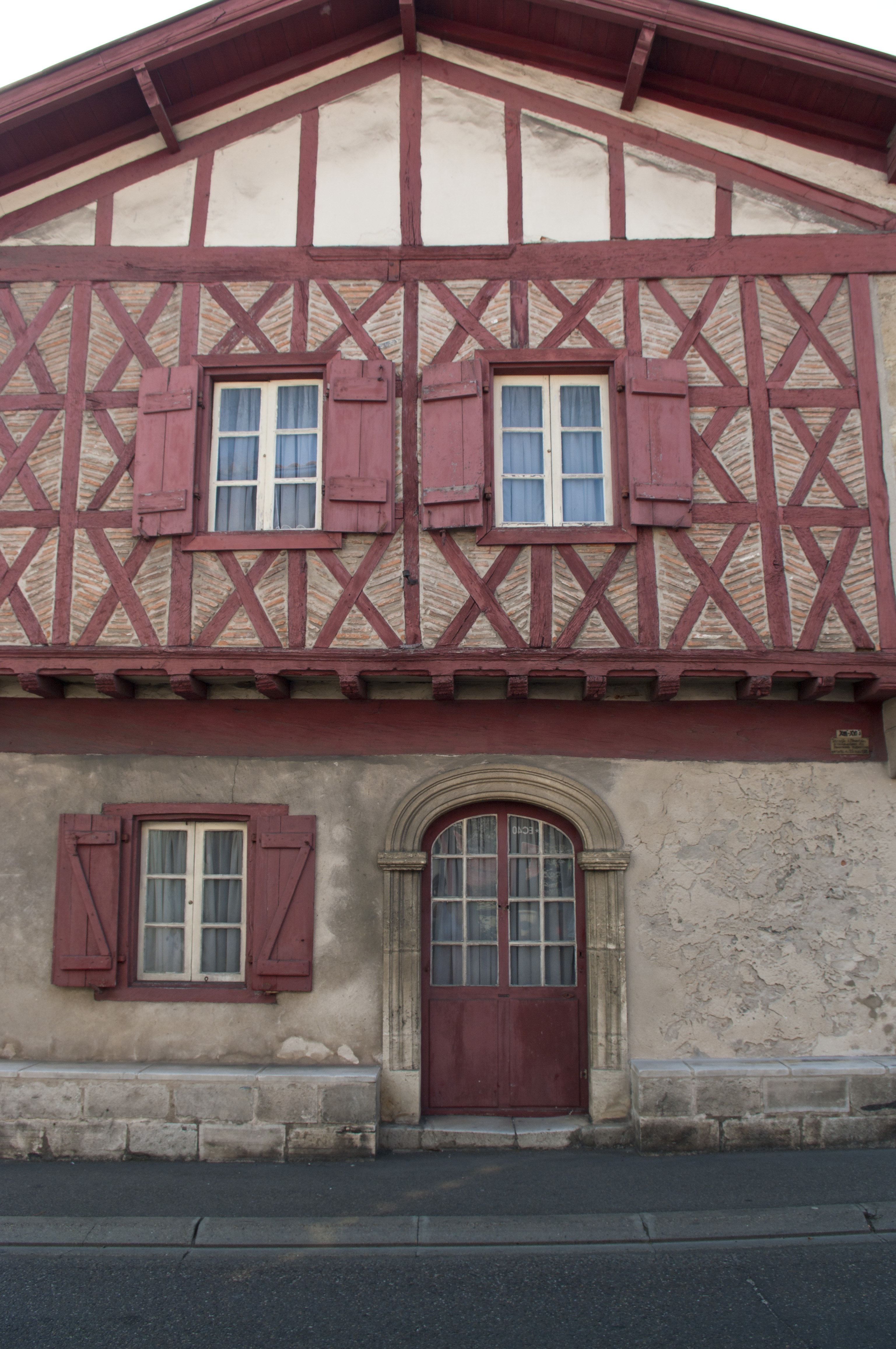
Façade.
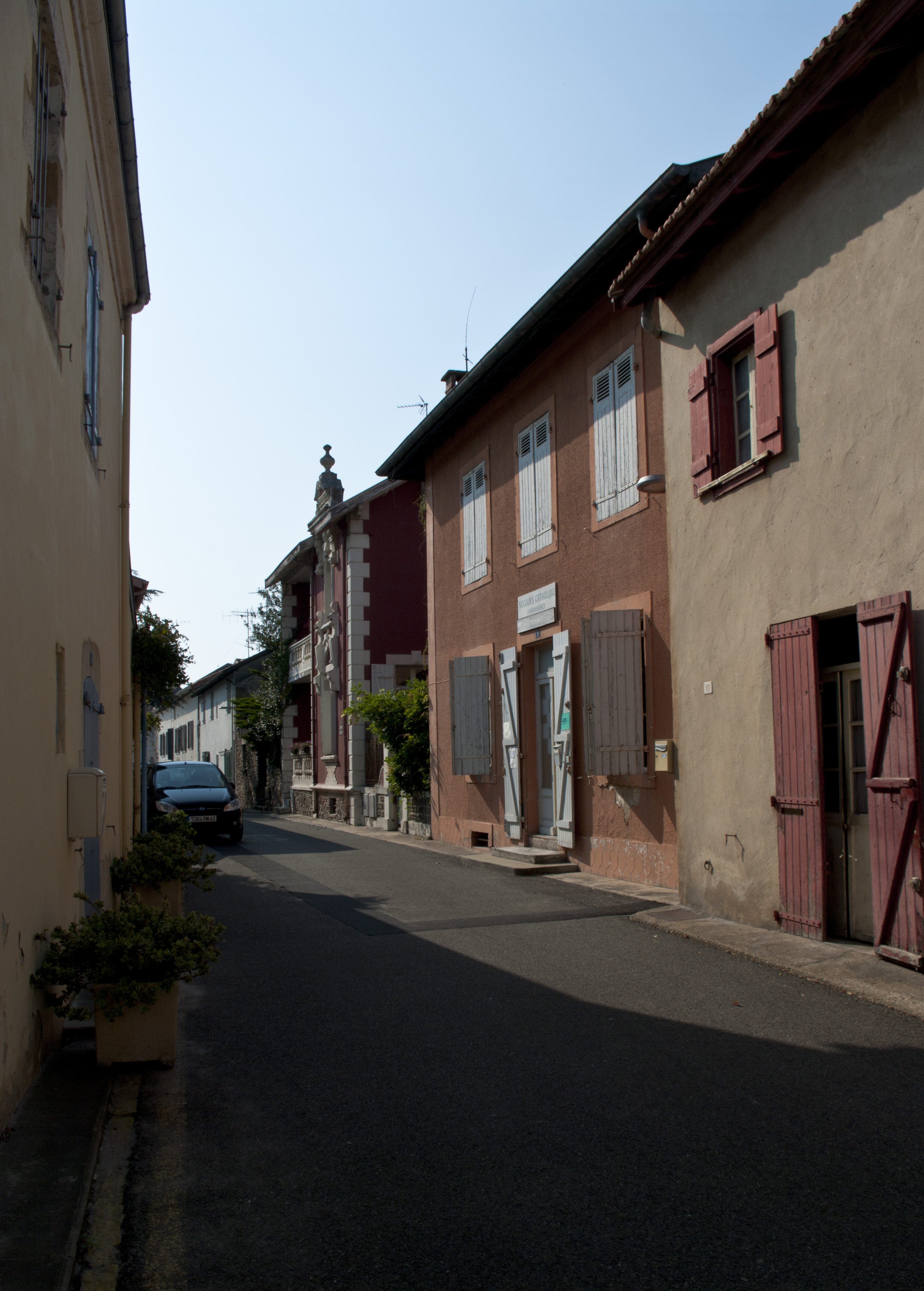
Vu de la rue latérale, la maison est au premier plan à droite.
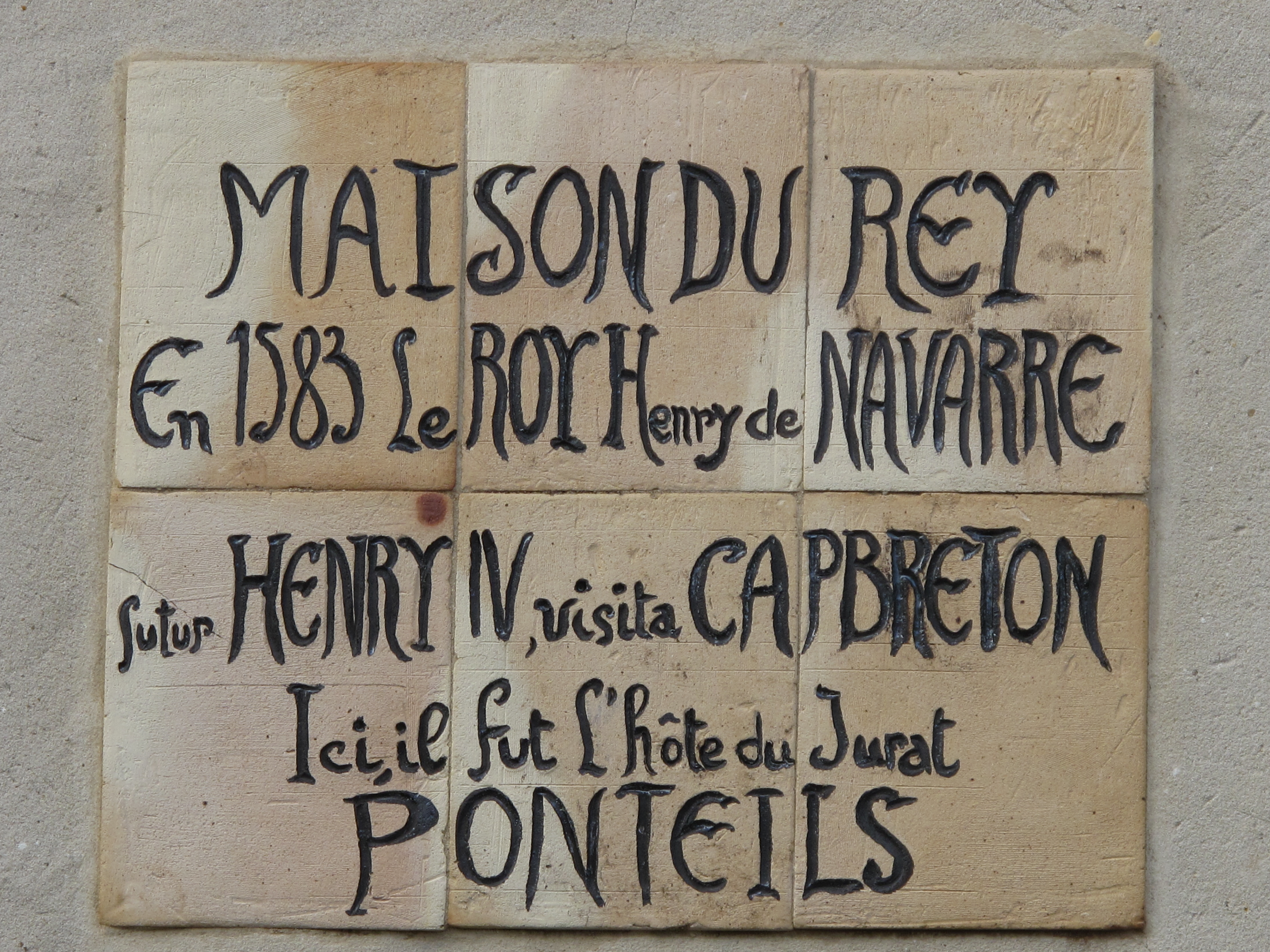
Plaque.